# Сиссон
Сиссо́н (фр. Sissonne) — коммуна на севере Франции, регион О-де-Франс, департамент Эна, округ Лан, кантон Вильнёв-сюр-Эн. Расположена в 41 км к северу от Реймса и в 19 км к востоку от Лана, в 5 км от автомагистрали А26 «Англия».
Население (2018) — 2 034 человека.

## Достопримечательности
- Церковь Святого Мартина

## Экономика
Структура занятости населения:
- сельское хозяйство — 2,7 %
- промышленность — 3,7 %
- строительство — 4,3 %
- торговля, транспорт и сфера услуг — 15,8 %
- государственные и муниципальные службы — 73,5 %

Уровень безработицы (2017) — 15,8 % (Франция в целом — 13,4 %, департамент Эна — 17,8 %). 

Среднегодовой доход на 1 человека, евро (2018) — 17 990 (Франция в целом — 21 730, департамент Эна — 19 690).

## Демография
Динамика численности населения, чел.

## Администрация
Пост мэра Сиссона с 2014 года занимает член партии Демократическое движение Кристиан Ваннобель (Christian Vannobel), член Совета департамента Эна от кантона Вильнёв-сюр-Эн. На муниципальных выборах 2020 года возглавляемый им список был единственным.
| Период | Период | Фамилия            | Партия                         | Примечания                                     |
| ------ | ------ | ------------------ | ------------------------------ | ---------------------------------------------- |
| 1971   | 2006   | Франсуа Лесэн      | Союз за французскую демократию | член Генерального совета департамента, сенатор |
| 2006   | 2008   | Мишель Дервьер     |                                |                                                |
| 2008   | 2014   | Пьер-Мари Лебе     | Социалистическая партия        | член Генерального совета департамента          |
| 2014   |        | Кристиан Ваннобель | Демократическое движение       | врач                                           |